# Afragola

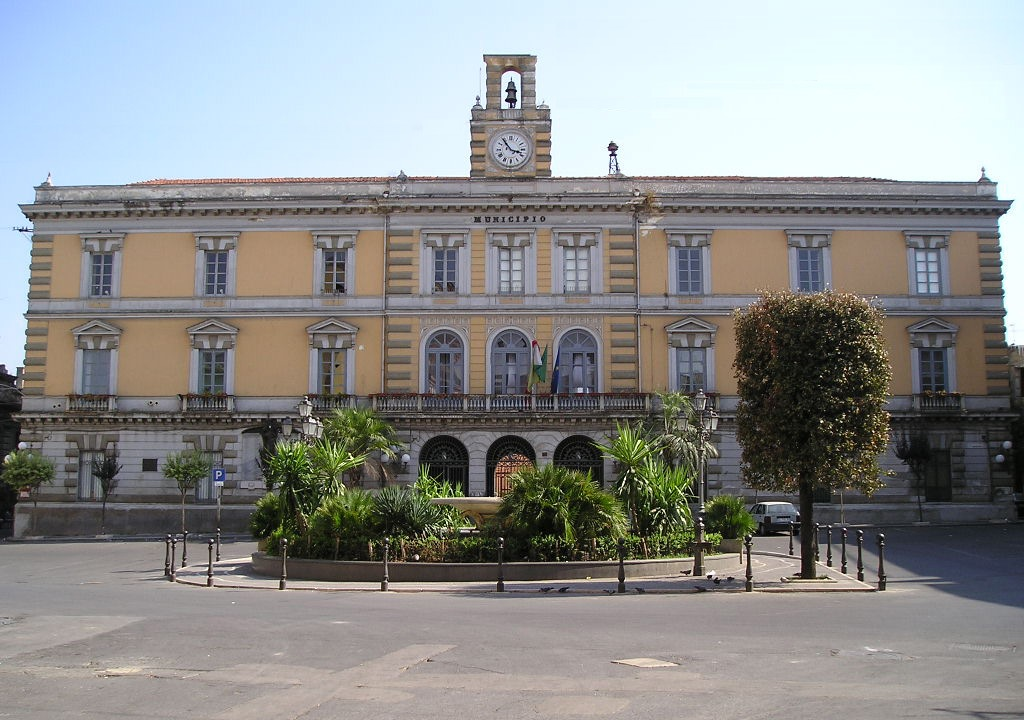
Gemeentehuis

Afragola is een Italiaanse gemeente, onderdeel van de metropolitane stad Napels, wat voor 2015 nog de provincie Napels was (regio Campanië) en telt 64.799 inwoners (31-03-2016). De oppervlakte bedraagt 18,0 km², de bevolkingsdichtheid is 3618,03 inwoners per km².

## Demografie
Afragola telt ongeveer 18768 huishoudens. Het aantal inwoners steeg in de periode 1991-2001 met 3,8% volgens cijfers uit de tienjaarlijkse volkstellingen van ISTAT.
| Jaar | Inwoneraantal |
| ---- | ------------- |
| 1991 | 60.065        |
| 2001 | 62.319        |
| 2004 | 63.446        |
| 2016 | 64.799        |

## Geografie
De gemeente ligt op ongeveer 43 m boven zeeniveau.
Afragola grenst aan de volgende gemeenten: Acerra, Caivano, Cardito, Casalnuovo di Napoli, Casoria.

## Geboren
- Toni Servillo (1959), acteur en toneelregisseur
- Giuseppe Vives (1980), voetballer